# Micropsectra calcifontis
Micropsectra calcifontis är en tvåvingeart som beskrevs av Dionys Rudolf Josef Stur 2006. Micropsectra calcifontis ingår i släktet Micropsectra och familjen fjädermyggor.
Artens utbredningsområde är Luxemburg. Arten har ej påträffats i Sverige. Inga underarter finns listade i Catalogue of Life.